# 2019년 칠레 시위

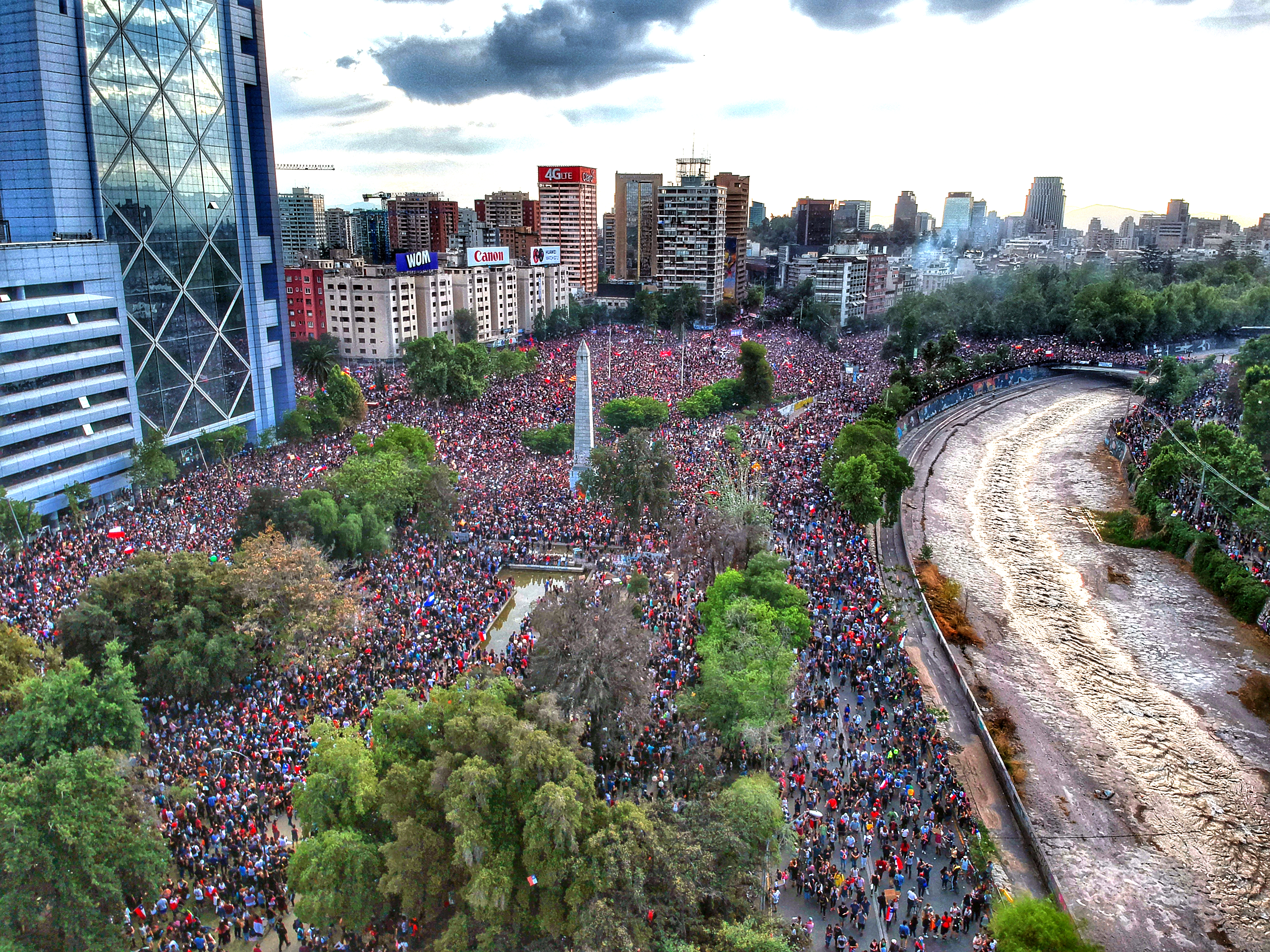

2019년 칠레 시위(스페인어: Protestas en Chile de 2019)는 2019년 10월 14일부터 현재까지 칠레 공화국에서 진행 중인 대규모 시민항의행동이다. 산티아고 도시철도의 지하철 요금을 인상한 것이 계기가 되어 그동안 누적되어온 경제적 불평등에 대한 불만이 폭발했다.
수도 산티아고에서 처음 시위가 시작되었다. 10월 18일부터 시위자들이 조직적이 되어 도시 전역에서 봉기, 사건의 발단이 된 산티아고 도시철도의 시설들을 파괴하면서 사태는 격화되기 시작했다. 81개 역이 완파되었고 17개가 전소했다. 같은 날 칠레 대통령 세바스티안 피녜라는 비상사태를 선포하여 칠레 육군 병력을 배치할 수 있게 했다. 10월 19일에는 산티아고 수도권에 통금이 발령되었다.
폭동 수준으로 격화된 시위는 콘셉시온, 산안토니오, 발파라이소 등 다른 도시들로 확산되었다. 비상사태 발효지역도 콘셉시온 현, 발파라이소주 전체(이스터섬과 후안페르난데스 제도를 제외), 안토파가스타, 코큄보, 이퀴퀘, 라세레나, 란카구아, 발디비아, 오소르노, 푸에르토몬트로 확대되었다. 거대한 시위대 규모, 발생한 재산피해량, 그리고 정부가 대처하는 작태가 맞물려 본 시위는 아우구스토 피노체트의 군부독재가 종식된 이래로 최악의 소요사태로 여겨지고 있다.
10월 25일이 되자 칠레 전역에서 100만 명 이상이 거리로 나와 대통령 피녜라의 사퇴를 요구하고 있다. 10월 26일까지 19명이 죽었고, 2,500여명이 다쳤으며, 2,840명이 체포되었다. 인권감시기구들은 군경이 시위대를 상대로 고문, 성추행, 강간 등 인권침해를 저질렀다는 보고를 여러 건 접수했다.
10월 28일, 피녜라는 내각에서 내무장관 안드레스 채드윅을 비롯한 각료 8명을 교체했다. 11월 15일, 국민회의 원내정당 대부분이 시위대의 요구에 따라 신헌법을 제정할 것에 관한 전국국민투표를 할 것에 합의했다.